# Saleux
Saleux là một xã ở tỉnh Somme, vùng Hauts-de-France, Pháp.

## Địa lý
Thị trấn này tọa lạc trên đường D8, khoảng 4 dặm Anh về phía tây nam Amiens. 

## Dân số
| 1962                                                  | 1968 | 1975 | 1982 | 1990 | 1999 |
| ----------------------------------------------------- | ---- | ---- | ---- | ---- | ---- |
| 1289                                                  | 1429 | 1856 | 2069 | 2488 | 2493 |
| Số liệu dân số từ năm 1962, dân số không tính hai lần |      |      |      |      |      |